# Dain Blanton
Dain J. Blanton, född 28 november 1971 i Laguna Beach i Kalifornien, är en amerikansk beachvolleybollspelare.
Blanton blev olympisk guldmedaljör i beachvolleyboll vid sommarspelen 2000 i Sydney.